# Roncus judsoni
Roncus judsoni är en spindeldjursart som beskrevs av Henderickx och Juan A. Zaragoza 2005. Roncus judsoni ingår i släktet Roncus och familjen helplåtklokrypare. Inga underarter finns listade i Catalogue of Life.